# Medeni mesec (strip)
Medeni mesec je epizoda serijala Mister No i poslednja epizoda edicije Lunov magnus strip koju je od 1968. godine izdavao Dnevnik iz Novog Sada. Sveska je objavljena 16. marta 1993. godine. Sveska je koštala 10.000.000 dinara (3 DEM).

## Originalna epizoda
Originalna epizoda objavljena je u #201 edicije Mister No u izdanju Bonelija u Italiji pod nazivom Il complotto. Izašla je 1. februara 1992. godine. Koštala je 2.300 lira. Epizodu su nacrtali Domeniko di Vito i Stefano di Vito, a scenario napisao Luiđi Minjako. Naslovnicu je nacrtao Roberto Dizo.

## Nastavak izlaženja LMS
Posle pauze od 29 godina LMS je nastavio da izlazi 2022. godine, ali ne od #998 (što bi bio nastavak ove epizode), već od #999. 
Razlog što izdavačka kuća Golconda nije mogla da nastavi sa epizodom Mister Noa pod nazivom Projekat "Novi Tul" (#998) leži verovatno u tome što prava na izdavanje edicije Mister No trenutno u Srbiji drži kuća Veseli četvrtak, koja ga izdaje u posebnoj ediciji.

## Prethodna i naredna epizoda
Prethodna epizoda bila je sveska Utvara (Kit Teler LMS996), Kavez (Veliki Blek, LMS999), koja je izašla 29 godina kasnije.
Pogledati još Spisak epizoda Lunov magnus stripa.

## Reprize ove epizode
Ova epizoda reprizirana je u izdanju hrvatskog Libelusa #44 pod nazivom Zavjera 2018. godine. U Srbiji za sada nije reprizirana.